# Bodonhely
Bodonhely es un municipio en el distrito de Csorna, condado de Győr-Moson-Sopron, Hungría.

## Localización
Bodonhely se encuentra a trece kilómetros al sureste de Csorna, al margen izquierdo del río Raba. Justo enfrente, al otro lado del río, se encuentra el municipio de Kisbabot. Otros municipios vecinos son Rábaszentmihály, Rábacsécsény, Bágyoszavát y Rábapordány.

## Historia
En 1907 había 119 casas y 655 residentes en un área de 1914 yugos catastrales en lo que entonces era una pequeña comunidad. En ese momento pertenecía al distrito de Csorna en Condado de sopron.

## Lugares turísticos
- Iglesia evangélica construida en el siglo XIX
- Piedra conmemorativa de 1956 (1956-os emlékkő), creada por Ferenc Lebó
- Iglesia católica romana Sarlós Boldogasszony, construida en 1789 en estilo barroco tardío
- Estatua de Sarlós-Boldogasszony, creada en el siglo XVIII (junto a la iglesia católica)
- Monumento a la Guerra Mundial

## Tráfico
Por Bodonhely pasa la carretera rural nº 8511. Hay conexiones de autobús a Kisbabot, a través de Bágyoszavát a Csorna y a través de Enese a Győr. La estación de tren más cercana está al norte, en Enese.

## Alcaldes
- 1990-1994: Sándor Kiss (independiente)[3]
- 1994-1998: Attila Makkos (independiente)[4]
- 1998-2002: Attila Makkos (independiente)[5]
- 2002-2003: Attila Makkos (independiente)[6]
- 2003-2006: Ferenc Kenesei (independiente)[7]
- 2006-2010: Ferenc Kenesei (independiente)[8]
- 2010-2014: Ferenc Kenesei (independiente)[9]
- 2014-2019: Ferenc Kenesei (independiente)[10]
- Desde 2019: Edina Varga (independiente)[11]

El 7 de diciembre de 2003 se llevó a cabo una elección de alcalde interino en el asentamiento, debido al fallecimiento del alcalde anterior.

## Demografía
En el censo de 2011, el 89,9% de los residentes se declararon húngaros, el 0,7% polacos y el 0,7% alemanes (el 10,1% no declaró; debido a la doble identidad, el total puede ser superior al 100%). La distribución religiosa fue la siguiente: católica romana 70,8%, reformada 1%, luterana 12,2%, católica griega 0,3%, no confesional 2,1% (13,2% no declaró).
En 2015 su población fue estimada en 287 habitantes.